# Джон Флек
Джон Флек (англ. John Fleck, нар. 24 серпня 1991, Глазго) — шотландський футболіст, півзахисник англійського клубу «Шеффілд Юнайтед».
Виступав, зокрема, за клуби «Рейнджерс» та «Ковентрі Сіті», а також національну збірну Шотландії.

## Клубна кар'єра

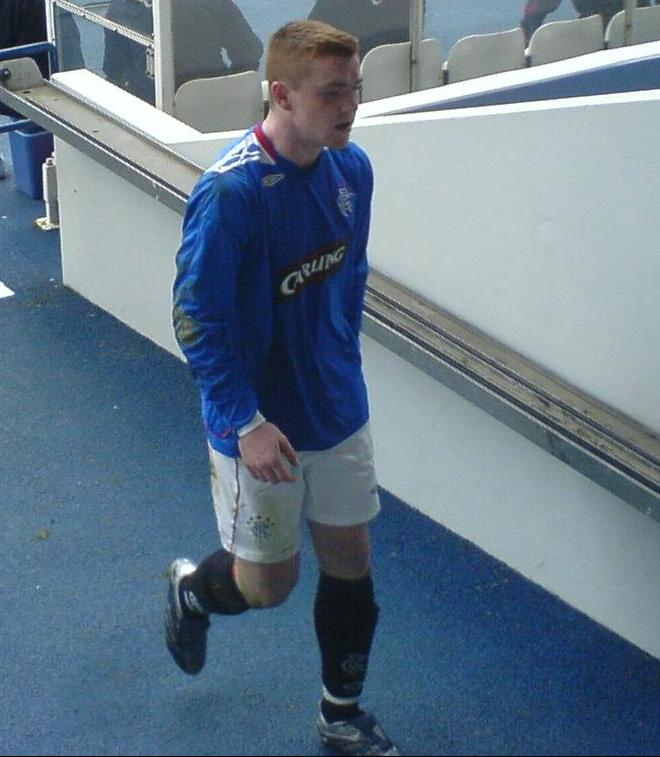
Джон Флек під час виступів за «Рейнджерс». 2007 рік.

Вихованець «Рейнджерса» з рідного міста Глазго. 23 січня 2008 року у матчі Кубка Шотландії проти «Іст Стерлінгшира» (6:0), а 22 травня дебютував і у чемпіонату у заключній грі сезону проти «Абердіна». Через два дні Флек зіграв у фіналі Кубка Шотландії проти клубу «Квін оф зе Саут» (3:2), вийшовши на заміну на 85 хвилині замість Жана-Клода Даршвілля і допомігши команді здобути трофей, а сам Джон Флек у віці 16 років і 274 дні став наймолодшим гравцем в історії фіналів Кубка Шотландії. Загалом за п'ять сезонів Флек взявши участь у 41 матчі чемпіонату за рідну команду і став триразовим чемпіоном Шотландії, дворазовим володарем Кубка Шотландії та триразовим володарем Кубка шотландської ліги, але стати основним гравцем не зумів.
На початку 2012 року Флек був відданий в оренду в клуб англійського Чемпіоншипу «Блекпул», де грав до кінця сезону 2011/12, після чого «Рейнджерс» через фінансові проблеми було позбавлено професіонального статусу і Джон Флек як вільний агент 4 липня 2012 року уклав угоду з «Ковентрі Сіті». Флек відіграв за клуб з Ковентрі наступні чотири сезони своєї ігрової кар'єри у Першій лізі Англії. Більшість часу, проведеного у складі «Ковентрі Сіті», був основним гравцем команди.
У липні 2016 року Флек підписав трирічний контракт з «Шеффілд Юнайтедом» і в новій команді також швидко став одним з лідерів, через що був визнаний найкращим гравцем клубу у сезонах 2016/17 і 2017/18. 2019 року Флек допоміг команді після 12-річної перерви повернутись до Прем'єр-ліги, де команда провела два сезони і 2021 року вилетіла назад до Чемпіоншипу. Станом на 23 травня 2021 року відіграв за команду з Шеффілда 191 матч в національному чемпіонаті.

## Виступи за збірні
2007 року дебютував у складі юнацької збірної Шотландії (U-17), загалом на юнацькому рівні взяв участь у 13 іграх, відзначившись 3 забитими голами.
Протягом 2009—2012 років залучався до складу молодіжної збірної Шотландії. На молодіжному рівні зіграв у 4 офіційних матчах.
10 жовтня 2019 року дебютував в офіційних матчах у складі національної збірної Шотландії в грі відбору на чемпіонат Європи 2020 року проти Росії (0:4).
У травні 2021 року Флек був включений до заявки збірної на чемпіонат Європи 2020 року
| Дата       | Місто    | Господарі | Результат | Гості             | Турнір                               | Голи | Примітки |
| ---------- | -------- | --------- | --------- | ----------------- | ------------------------------------ | ---- | -------- |
| 19-10-2019 | Москва   | Росія     | 4 – 0     | Шотландія         | Відбір до ЧЄ 2020                    | -    | 81'      |
| 19-11-2019 | Глазго   | Шотландія | 3 – 1     | Казахстан         | Відбір до ЧЄ 2020                    | -    | 83'      |
| 7-9-2020   | Оломоуць | Чехія     | 1 – 2     | Шотландія         | Ліга націй УЄФА 2020-2021 - 1-й етап | -    | 71'      |
| 11-10-2020 | Глазго   | Шотландія | 1 – 0     | Словаччина        | Ліга націй УЄФА 2020-2021 - 1-й етап | -    | 50' 72'  |
| 31-3-2021  | Глазго   | Шотландія | 4 – 0     | Фарерські острови | Відбір до ЧС 2022                    | -    | 68'      |
| Усього     |          | Матчів    | 5         |                   | Голів                                | 0    |          |

## Титули і досягнення
- Чемпіон Шотландії (3):

«Рейнджерс»: 2008–09, 2009–10, 2010–11
- Володар Кубка Шотландії (2):

«Рейнджерс»: 2007–08, 2008–09
- Володар Кубка шотландської ліги (3):

«Рейнджерс»: 2007–08, 2009–10, 2010–11

## Особисте життя
Його дядько, Роберт Флек, також був футболістом і грав за грав за «Рейнджерс» та збірну Шотландії.